# Liste der Einträge im National Register of Historic Places im Wheeler County (Texas)
Die Liste der Registered Historic Places im Wheeler  County führt alle Bauwerke und historischen Stätten im texanischen Wheeler  County auf, die in das National Register of Historic Places aufgenommen wurden.

## Aktuelle Einträge
| Lfd. Nr. | Name                                                            | Bild | Datum der Eintragung | Adresse/Lage                                          | Ort      | ID-Nr.   | Beschreibung                   |
| -------- | --------------------------------------------------------------- | ---- | -------------------- | ----------------------------------------------------- | -------- | -------- | ------------------------------ |
| 1        | Battle of Sweetwater Creek                                      |      | 13. Aug. 2001        | Address Restricted                                    | Mobeetie | 01000876 |                                |
| 2        | Route 66 Bridge over the Chicago, Rock Island and Gulf Railroad |      | 3. Apr. 2007         | I-40 south frontage road over the former CRI&G RR ROW | Shamrock | 06000925 |                                |
| 3        | U-Drop Inn                                                      |      | 18. Sep. 1997        | 101 E. 12th St.                                       | Shamrock | 97001160 | Auch bekannt als Tower Station |